# サン・ガッロの受胎告知
『サン・ガッロの受胎告知』（サン・ガッロのじゅたいこくち、伊: Anncunciazione di San Gallo）は、イタリアの盛期ルネサンス期の巨匠、アンドレア・デル・サルトが1513-1514年ごろに制作した板上の油彩画である。現在、フィレンツェのパラティーナ美術館に所蔵されている。
作品は、アノニーモ・マッリアベキアーノの手稿とヴァザーリの『画家・彫刻家・建築家列伝』に記されているように、フィレンツェのアウグスティヌス会派のサン・ガッロ修道院・教会のために制作されたアンドレアの三点のうちの一点である。本作は中央に置かれ、両側には、『ノリ・メ・タンゲレ』と『三位一体の論議』が配置されていた。フィレンツェが包囲されたとき、修道院の所有品はフィレンツェの市壁内のサン・ジャコポ・トラ・イ・フォッシに移され、修道院の建物は1531年にカール5世の軍隊によって破壊された。修道院は、新たな場所にすべての礼拝堂を以前の形で再建した。所蔵絵画の約三分の一が1557年の洪水で水没し、おそらくプレデッラが失われた。パドヴァ―ニは、このプレデッラは全体が、または部分が現存し、現在、アイルランド国立美術館とウォリック城に分蔵されていると主張した (1986年) が、このことは確かではない。
様式的に記念碑的な本作の人物像は、フラ・バルトロメオとサン・マルコ修道院派の影響を示しており 、両者はアンドレア・デル・サルトの初期の画業に大きな影響を与えた。一方で、本作の色彩表現はレオナルド・ダ・ヴィンチに、そして構図の自由さはピエロ・ディ・コジモに大きく影響された。 1985年、ペトリオーリ・トファーニはコンティとともに、背景のバルコニーに立っている人物をダニエル書のスザンナと長老であると主張した。代わりに、1968年にトファーニとコンティは、ダヴィデとバトシェバであると主張した。 1989年に、ナターリは、アウグスティヌスの聖書釈義に関連して、二人はアダムとイブであると主張した。